# Danemark aux Jeux olympiques d'été de 2000
Le Danemark participe aux Jeux olympiques d'été de 2000 à Sydney en Australie. Il s'agit de sa 23e participation à des jeux d'été.
À l'issue de la compétition, le Danemark est classé 30e.

## Préparation et arrivée au village olympique
La délégation danoise est composée de 97 athlètes (53 hommes et 44 femmes) répartis dans 16 sports.

## Cérémonies d'ouverture et de clôture
Le Danemark est la 54e délégation à entrer dans le stade olympique de Sydney. Son porte-drapeau est le skipper Jesper Bank pour la cérémonie d'ouverture, et le tireur Torben Grimmel pour la cérémonie de clôture.

## Médaillés

### Or
Équipe de handball féminine composée de : Karen Brødsgaard, Katrine Fruelund, Maja Grønbæk, Lotte Kiærskou, Karin Mortensen, Anja Nielsen, Rikke Schmidt, Christina Roslyng, Mette Vestergaard, Anette Hoffmann, Camilla Andersen, Janne Kolling, Lene Rantala, Tina Bøttzau et Tonje Kjærgaard.
Équipe de voile masculine (soling) composée de Henrik Blakskjær, Thomas Jacobsen, et Jesper Bank.

### Argent
Athlétisme 800 m Wilson Kipketer
Badminton simple dames Camilla Martin
Tir carabine Torben Grimmel

### Bronze
Équipe d'Aviron à quatre, composée de Thomas Ebert, Søren Madsen, Eskild Ebbesen et Victor Feddersen.

## Athlétisme
L'Athlétisme n'est pas un sport de prédilection danois.

### 800 m homme
| Athlète         | Épreuve | Séries        | Séries | Demi-finales  | Demi-finales | Finale        | Finale                             |
| Athlète         | Épreuve | Résultat      | Rang   | Résultat      | Rang         | Résultat      | Rang                               |
| --------------- | ------- | ------------- | ------ | ------------- | ------------ | ------------- | ---------------------------------- |
| Wilson Kipketer | 800 m   | 1 min 45 s 57 |        | 1 min 44 s 22 |              | 1 min 45 s 14 | Médaille d'argent, Jeux olympiques |

### Lancer de poids

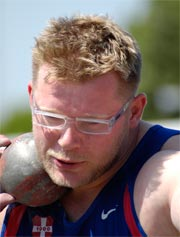
Joachim Olsen

| Athlète       | Épreuve         | Qualification | Qualification | Finale   | Finale |
| Athlète       | Épreuve         | Distance      | Rang          | Distance | Rang   |
| ------------- | --------------- | ------------- | ------------- | -------- | ------ |
| Joachim Olsen | Lancer de poids | 19,41 m       | (éliminé)     | –        | –      |

### Lancer de marteau
| Athlète      | Épreuve           | Qualification | Qualification | Finale   | Finale |
| Athlète      | Épreuve           | Distance      | Rang          | Distance | Rang   |
| ------------ | ----------------- | ------------- | ------------- | -------- | ------ |
| Jan Bielecki | Lancer du marteau | 70,46 m       | (éliminé)     | –        | –      |

### Saut à la perche dame
| Athlète         | Épreuve          | Qualification | Qualification | Finale  | Finale   |
| Athlète         | Épreuve          | Hauteur       | Rang          | Hauteur | Rang     |
| --------------- | ---------------- | ------------- | ------------- | ------- | -------- |
| Marie Rasmussen | saut à la perche | 4,30 m        | (qualifiée)   | 4,35 m  | 8e place |

## Aviron

### Hommes
| Athlète(s)                                                | Compétition                      | Série         | Série | Repêchage     | Repêchage | Demi-finale   | Demi-finale | Finale                 | Finale             |
| Athlète(s)                                                | Compétition                      | Temps         | Rang  | Temps         | Rang      | Temps         | Rang        | Temps                  | Rang               |
| --------------------------------------------------------- | -------------------------------- | ------------- | ----- | ------------- | --------- | ------------- | ----------- | ---------------------- | ------------------ |
| Bertil Samuelson Bo Kaliszan                              | Deux de couple                   | 6 min 58 s 88 | 5e    | 6 min 30 s 87 | 2e        | 6 min 40 s 11 | 6e          | Finale B 6 min 23 s 20 | 4e                 |
| Søren Madsen Thomas Ebert Eskild Ebbesen Victor Feddersen | Quatre sans barreur poids légers | 6 min 21 s 30 | 4e    | 6 min 08 s 63 | 1er       | 6 min 01 s 67 | 2e          | 6 min 03 s 51          | Médaille de bronze |

### Femmes
| Athlète(s)                                                     | Compétition      | Série         | Série | Repêchage     | Repêchage | Demi-finale | Demi-finale | Finale                 | Finale |
| Athlète(s)                                                     | Compétition      | Temps         | Rang  | Temps         | Rang      | Temps       | Rang        | Temps                  | Rang   |
| -------------------------------------------------------------- | ---------------- | ------------- | ----- | ------------- | --------- | ----------- | ----------- | ---------------------- | ------ |
| Bianca Carstensen Katrin Gleie Sarah Lauritzen Dorthe Pedersen | Quatre de couple | 6 min 35 s 39 | 3e    | 6 min 35 s 76 | 2e        | Non disputé | Non disputé | Finale A 6 min 31 s 30 | 6e     |

## Badminton
Le Badminton est un sport extrêmement populaire au Danemark. Avec 18 sportifs la sélection danoise est l'une des plus importantes.

### Simple homme

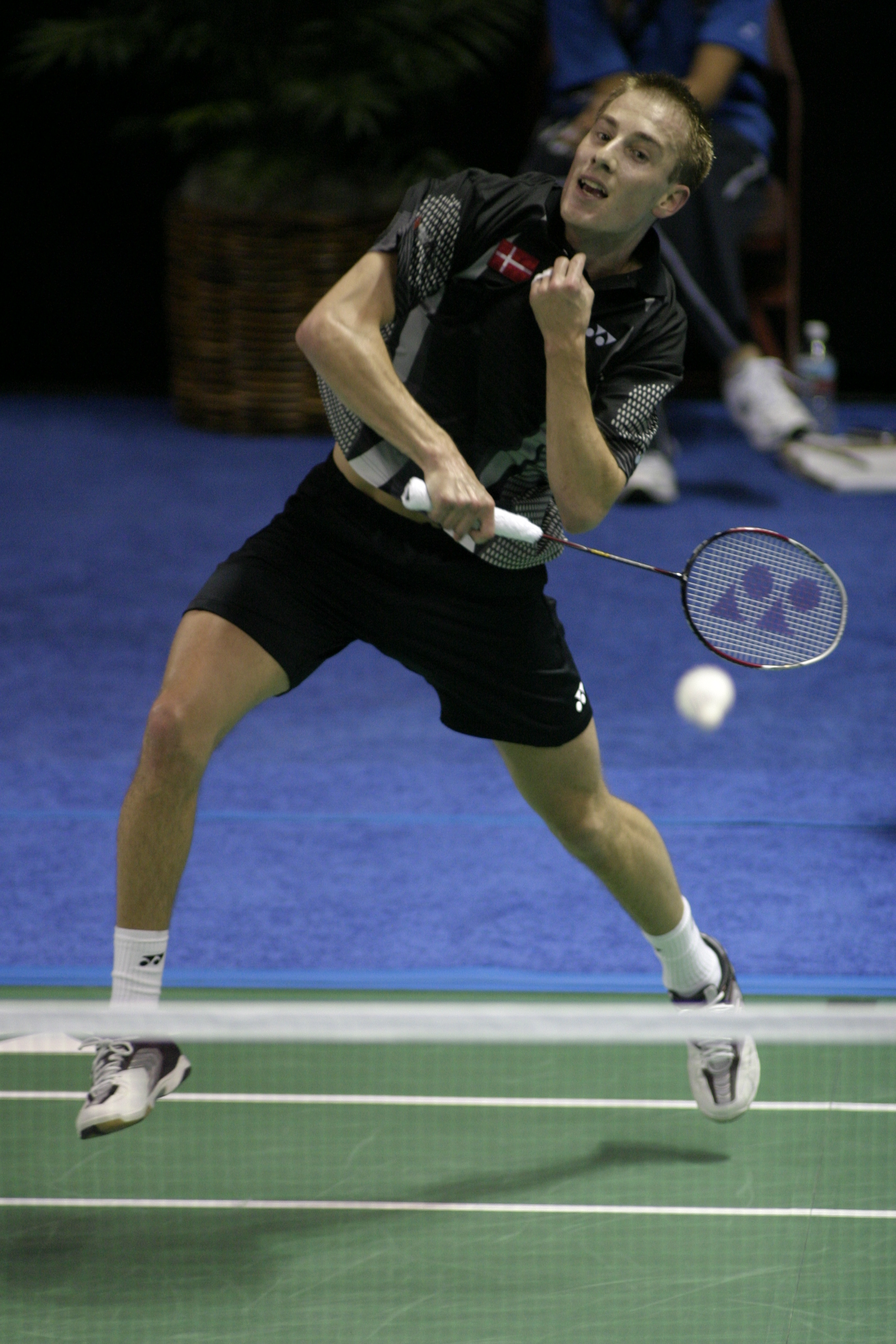
Peter Gade

| Athlète          | Compétition      | 1/32 de finale    | 1/16 de finale       | 1/8 de finale        | Quarts de finale         | Demi-finales     | Finale           | Finale 3eplace   | Rang |   |
| Athlète          | Compétition      | Adversaire Score  | Adversaire Score     | Adversaire Score     | Adversaire Score         | Adversaire Score | Adversaire Score | Adversaire Score | Rang |   |
| ---------------- | ---------------- | ----------------- | -------------------- | -------------------- | ------------------------ | ---------------- | ---------------- | ---------------- | ---- | - |
| Kenneth Jonassen | Simple messieurs | Shon Seung-mo 2-1 | Ruud Kuijten 2-0     | Wong Choong Hann 0-2 | –                        | –                | –                | –                | –    |   |
| Peter Gade       | Simple messieurs | NC                | Denis Constantin 2-0 | Fung Permadi 2-0     | Marlev Mario Mainaky 2-0 | Ji Xinpeng 1-2   | -                | XIA 0-2          | –    | – |
| Poul-Erik Hoyer  | Simple messieurs | NC                | Sun Jun 1-2          | –                    | –                        | –                | –                | –                | –    |   |

### Double homme
| Athlètes                              | Compétition      | 1/16 de finale                       | 1/8 de finale                                | Quarts de finale                | Demi-finales     | Finale           | Rang |
| Athlètes                              | Compétition      | Adversaire Score                     | Adversaire Score                             | Adversaire Score                | Adversaire Score | Adversaire Score | Rang |
| ------------------------------------- | ---------------- | ------------------------------------ | -------------------------------------------- | ------------------------------- | ---------------- | ---------------- | ---- |
| Martin Lundgaard Hansen / Lars Paaske | Double messieurs | Mihail Popov, Svetoslav Stoyanov 2-0 | Ricky Ahmad Subagja, Rexy Ronald Mainaky 1-2 | –                               | –                | –                | –    |
| Jim Laugesen / Michael Sogaard        | Double messieurs | NC                                   | Tony Gunawan, Candra Wijaya 0-2              | –                               | –                | –                | –    |
| Jesper Larsen / Jens Eriksen          | Double messieurs | NC                                   | Brent Olynyk, Bryan Moody 2-0                | Lee Dong-soo, Yoo Yong-sung 1-2 | –                | –                | –    |

### Simple dame
| Mette Sorensen | Simple dames | Sujitra Eakmongkolpaisarn 2-0 | Takako Ida 2-0         | Ye Zhaoying 0-2  | –                        | –           | –                | –                                  |                                    |                                    |                                    |
| Camilla Martin | Simple dames | NC                            | Ellen Angelinawaty 2-0 | Kelly Morgan 2-0 | Mia Audina Tjiptawan 2-0 | Dai Yun 2-0 | Gong Zhichao 0-2 | Médaille d'argent, Jeux olympiques | Médaille d'argent, Jeux olympiques | Médaille d'argent, Jeux olympiques | Médaille d'argent, Jeux olympiques |

### Double dame
| Athlètes                              | Compétition  | 1/16 de finale                           | 1/8 de finale                               | Quarts de finale                | Demi-finales     | Finale           | Rang |
| Athlètes                              | Compétition  | Adversaire Score                         | Adversaire Score                            | Adversaire Score                | Adversaire Score | Adversaire Score | Rang |
| ------------------------------------- | ------------ | ---------------------------------------- | ------------------------------------------- | ------------------------------- | ---------------- | ---------------- | ---- |
| Ann-Lou Jorgensen / Mette Schjoldager | Double dames | Elena Nozdran, Viktoriya Yevtushenko 2-1 | Eti Lesmina Tantra, Chynthia Tuwankotta 1-2 | –                               | –                | –                | –    |
| Ann Jorgensen / Majken Vange          | Double dames | Nicole Grether, Karen Stechmann 1-2      | –                                           | –                               | –                | –                | –    |
| Rikke Olsen / Helene Kirkegaard       | Double dames | Wanting Ling, Wai Chee Louisa Koon 2-1   | Marina Yakusheva, Irina Rousliakova 2-0     | Ra Kyung-min, Jae Hee Chung 1-2 | –                | –                | –    |

### Double mixte
| Athlètes                               | Compétition  | 1/16 de finale                 | 1/8 de finale                   | Quarts de finale                     | Demi-finales            | Finale           | Match pour la médaille de bronze | Rang     |
| Athlètes                               | Compétition  | Adversaire Score               | Adversaire Score                | Adversaire Score                     | Adversaire Score        | Adversaire Score | Adversaire Score                 | Rang     |
| -------------------------------------- | ------------ | ------------------------------ | ------------------------------- | ------------------------------------ | ----------------------- | ---------------- | -------------------------------- | -------- |
| Jon Holst-Christensen / Ann Jorgdenson | Double mixte | Lee Dong-soo, Lee Hyo-jung 2-0 | Simon Archer, Joanne Goode 1-2  | –                                    | –                       | –                | –                                | –        |
| Michael Sogaard / Rikke Olsen          | Double mixte | NC                             | Mike Beres, Kara Solmundson 2-0 | Bambang Suprianto, Zelin Resiana 2-1 | Zhang Jun, Gao Ling 1-2 | NC               | Simon Archer, Joanne Goode 1-2   | 4e place |
| Jens Eriksen / Mette Schjoldager       | Double mixte | NC                             | Michael Keck, Nicol Pitro 2-0   | Tri Kusharyanto, Minarti Timur 0-2   | –                       | –                | –                                | –        |

## Canoë-kayak

### Course en ligne - homme – 1 000 m
| Athlète        | Compétition | Éliminatoires  | Éliminatoires | Demi-finales   | Demi-finales | Finale         | Finale   |
| Athlète        | Compétition | Temps          | Rang          | Temps          | Rang         | Temps          | Rang     |
| -------------- | ----------- | -------------- | ------------- | -------------- | ------------ | -------------- | -------- |
| Torsten Tranum | 1000 m      | 3 min 35 s 841 | qualifié      | 3 min 38 s 865 | qualifié     | 3 min 37 s 811 | 6e place |

### Course en ligne - double homme - 500 m
| Athlète                   | Compétition         | Qualifications | Qualifications | Demi-finales   | Demi-finales | Finale | Finale |
| Athlète                   | Compétition         | Temps          | Rang           | Temps          | Rang         | Temps  | Rang   |
| ------------------------- | ------------------- | -------------- | -------------- | -------------- | ------------ | ------ | ------ |
| Paw Madsen / Jesper Staal | double hommes 500 m | 1 min 32 s 613 | qualifiés      | 1 min 32 s 867 | éliminés     |        |        |

### Course en ligne - double homme - 1000 m
| Athlète                   | Compétition          | Qualifications | Qualifications | Demi-finales   | Demi-finales | Finale | Finale |
| Athlète                   | Compétition          | Temps          | Rang           | Temps          | Rang         | Temps  | Rang   |
| ------------------------- | -------------------- | -------------- | -------------- | -------------- | ------------ | ------ | ------ |
| Paw Madsen / Jesper Staal | double hommes 1000 m | 3 min 16 s 989 | qualifiés      | 3 min 18 s 206 | éliminés     |        |        |

## Cyclisme

### VTT Homme

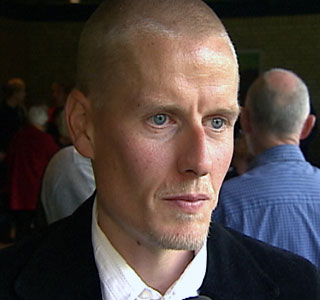
Michael Rasmussen

| Athlète           | Compétition              | Temps              | Rang      |
| ----------------- | ------------------------ | ------------------ | --------- |
| Jesper Agergaard  | Cross-country VTT hommes | abandon            | abandon   |
| Michael Rasmussen | Cross-country VTT hommes | 2 h 18 min 15 s 57 | 22e place |

### Cyclisme sur route

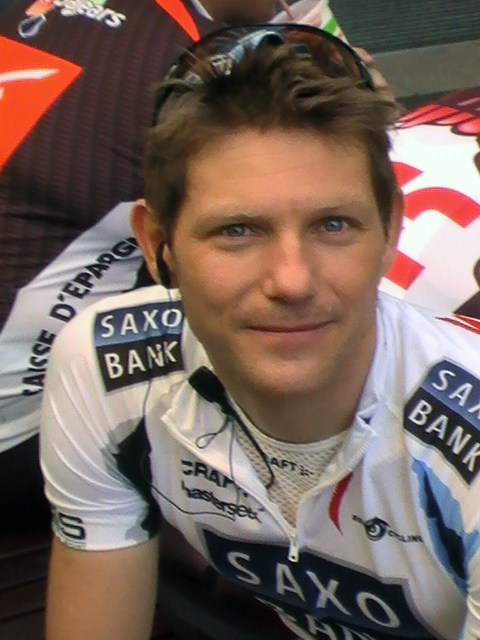
Frank Høj

| Athlète          | Compétition      | Temps           | Rang    |
| ---------------- | ---------------- | --------------- | ------- |
| Michael Sandstød | Contre la montre | abandon         | abandon |
| Frank Høj        | Course en ligne  | 5 h 30 min 34 s | 6e      |
| Nicki Sørensen   | Course en ligne  | 5 h 30 min 46 s | 40e     |
| Rolf Sørensen    | Course en ligne  | 5 h 30 min 46 s | 59e     |
| Lars Michaelsen  | Course en ligne  | abandon         | abandon |
| Michael Sandstød | Course en ligne  | abandon         | abandon |

### Cyclisme sur piste

#### Course aux points
Jimmi Madsen : Points — 0 Tours — 2 / 23e place

#### Madison
Jakob Storm Piil et Jimmi Madsen Final — 5 / 12e place

## Handball

### Qualification
L'équipe danoise de handball masculine ne s'est pas qualifiée. Les équipes qualifiées étant les 7 meilleures nations du Championnat du monde 1999 en Égypte (le Danemark étant 9e), le pays hôte (l'Australie) ainsi que les représentants continentaux (Tunisie, Corée du sud, Cuba et Slovénie).
L'équipe féminine danoise se qualifie en tant que représentante continentale grâce à sa place de finaliste à l'Euro 1998, la Norvège gagnante du tournoi étant déjà qualifiée.
En tant que tenante du titre, l'équipe féminine est l'une des favorites.

### Résultat
À la suite d'une défaite contre la Norvège, le Danemark finit deuxième de son groupe et se qualifie largement pour la suite de la compétition.
| \| \| Équipe \| Pts \| J \| G \| N \| P \| Bp \| Bc \| Diff \| \| --- \| --------- \| --- \| - \| - \| - \| - \| --- \| --- \| ---- \| \| 1er \| Norvège \| 8 \| 4 \| 4 \| 0 \| 0 \| 101 \| 72 \| 29 \| \| 2e \| Danemark \| 6 \| 4 \| 3 \| 0 \| 1 \| 124 \| 83 \| 41 \| \| 3e \| Autriche \| 4 \| 4 \| 2 \| 0 \| 2 \| 131 \| 90 \| 41 \| \| 4e \| Brésil \| 2 \| 4 \| 1 \| 0 \| 3 \| 100 \| 133 \| -33 \| \| 5e \| Australie \| 0 \| 4 \| 0 \| 0 \| 4 \| 59 \| 137 \| -78 \| | - Qualification pour les quarts de finale - Éliminé |     |   |   |   |   |     |     |      |
| | Équipe                                              | Pts | J | G | N | P | Bp  | Bc  | Diff |
| 1er | Norvège                                             | 8   | 4 | 4 | 0 | 0 | 101 | 72  | 29   |
| 2e | Danemark                                            | 6   | 4 | 3 | 0 | 1 | 124 | 83  | 41   |
| 3e | Autriche                                            | 4   | 4 | 2 | 0 | 2 | 131 | 90  | 41   |
| 4e | Brésil                                              | 2   | 4 | 1 | 0 | 3 | 100 | 133 | -33  |
| 5e | Australie                                           | 0   | 4 | 0 | 0 | 4 | 59  | 137 | -78  |

En finale, les Hongroises ont l'avantage à la mi-temps (16-14). A 15 minutes de la fin, elles mènent de 6 buts (23-17). Neuf de ces buts ont été marqués par Bojana Radulovics. Les Danoises marquent ensuite six fois de suite, pour revenir à 23-23. À partir de là, Camilla Andersen impose son rythme et marque 4 fois (28-26), Anette Hoffmann rajoute trois buts aux compteurs et scelle la victoire danoise sur le score final de 31-27.
| Équipe du Danemark de handball féminin | Handball | 28 - 26 France après prolongation | 31 - 29 Corée du Sud | 31 - 27 Hongrie | Médaille d'or, Jeux olympiques | Médaille d'or, Jeux olympiques | Médaille d'or, Jeux olympiques | Médaille d'or, Jeux olympiques |

## Natation
| Athlète                                                                  | Épreuve              | Séries        | Séries  | Demi-finales | Demi-finales | Finale | Finale |
| Athlète                                                                  | Épreuve              | Temps         | Rang    | Temps        | Rang         | Temps  | Rang   |
| ------------------------------------------------------------------------ | -------------------- | ------------- | ------- | ------------ | ------------ | ------ | ------ |
| Jacob Carstensen                                                         | 200 m nage libre     | 1 min 50 s 41 | éliminé |              |              |        |        |
| Jacob Carstensen                                                         | 400 m nage libre     | 3 min 54 s 14 | éliminé |              |              |        |        |
| Dennis Otzen Jensen                                                      | 100 m papillon       | 55 s 70       | éliminé |              |              |        |        |
| Dennis Otzen Jensen Henrik Steen Andersen Jeppe Nielsen Jacob Carstensen | 4 × 100 m nage libre | 3 min 24 s 78 | éliminé |              |              |        |        |
| Dennis Otzen Jensen Henrik Steen Andersen Jeppe Nielsen Jacob Carstensen | 4 × 200 m nage libre | 7 min 24 s 63 | éliminé |              |              |        |        |

| Athlète         | Épreuve         | Séries        | Séries    | Demi-finales  | Demi-finales | Finale        | Finale   |
| Athlète         | Épreuve         | Temps         | Rang      | Temps         | Rang         | Temps         | Rang     |
| --------------- | --------------- | ------------- | --------- | ------------- | ------------ | ------------- | -------- |
| Mette Jacobsen  | 50 m nage libre | 25 s 96       | éliminée  |               |              |               |          |
| Mette Jacobsen  | 100 m papillon  | 59 s 45       | qualifiée | 59 s 75       | éliminée     |               |          |
| Mette Jacobsen  | 200 m papillon  | 2 min 09 s 30 | qualifiée | 2 min 08 s 11 | qualifiée    | 2 min 08 s 24 | 4e place |
| Sophia Skou     | 100 m papillon  | 59 s 79       | qualifiée | 59 s 89       | éliminée     |               |          |
| Sophia Skou     | 200 m papillon  | 2 min 11 s 35 | qualifiée | 2 min 11 s 07 | éliminée     |               |          |
| Louise Ørnstedt | 100 m dos       | 1 min 01 s 98 | qualifiée | 1 min 01 s 69 | qualifiée    | 1 min 02 s 02 | 8e place |
| Louise Ørnstedt | 200 m dos       | 2 min 13 s 61 | qualifiée | 2 min 14 s 24 | éliminée     |               |          |

## Tir

### Qualification
Quatre athlètes danois se qualifient dans les épreuves de tir.

### Résultat
Seul Torben Grimmel monte sur le podium en remportant la médaille d'argent du tir couché à la carabine 50 mètres hommes.
| Médaille           | Nom              | Pays        | Points              |
| ------------------ | ---------------- | ----------- | ------------------- |
| Médaille d'or      | Jonas Edman      | Suède       | 701,3 (599 + 102,3) |
| Médaille d'argent  | Torben Grimmel   | Danemark    | 700,4 (597 + 103,4) |
| Médaille de bronze | Siarhei Martynau | Biélorussie | 700,3 (598 + 102,3) |

## Tir à l'arc
| Individuel dame   |                    |           |         |
|                   | Katja Brix Poulsen |           |         |
| 1/32 éliminations | perd contre        | Pi-Yu Liu | 161-152 |

## Triathlon
| Athlètes              | Compétition | Natation (1,5 km) | Transition 1 | Vélo (40 km)      | Transition 2 | Course (10 km) | Temps              | Résultat |
| --------------------- | ----------- | ----------------- | ------------ | ----------------- | ------------ | -------------- | ------------------ | -------- |
| Hommes                |             |                   |              |                   |              |                |                    |          |
| Jan Knobelauch Hansen | Hommes      | 19 min 23 s 69    |              | 1 h 2 min 48 s 90 |              | 33 min 29 s 47 | 1 h 55 min 42 s 06 | 44e      |
| Femmes                |             |                   |              |                   |              |                |                    |          |
| Marie Overbye         | Femmes      | 20 min 56 s 08    |              | 1 h 6 min 41 s 50 |              | 39 min 39 s 93 | 2 h 7 min 17 s 51  | 28e      |

## Voile

### Qualification
Pour les épreuves de voile, le quota est de 400 athlètes (124 places pour les hommes, 92 pour les femmes et 184 ouvertes aux femmes et aux hommes).

### Résultats
Pour obtenir le score final, on additionne les places obtenues à chaque course, hormis les deux moins bons classements. Le vainqueur est celui qui a le plus petit nombre de points.
| Athlète(s)                                    | Compétition          | Régate 1 | Régate 2 | Régate 3 | Régate 4 | Régate 5 | Régate 6 | Régate 7 | Régate 8 | Régate 9 | Régate 10 | Régate 11 | Total net | Total net  |
| Athlète(s)                                    | Compétition          | Score    | Score    | Score    | Score    | Score    | Score    | Score    | Score    | Score    | Score     | Score     | Score     | Classement |
| --------------------------------------------- | -------------------- | -------- | -------- | -------- | -------- | -------- | -------- | -------- | -------- | -------- | --------- | --------- | --------- | ---------- |
| Lasse Hjortnæs                                | Solitaire homme finn | 21       | 21       | 23       | 12       | 13       | 6        | 26       | 17       | 21       | 13        | 14        | 138       | 20e        |
| Peter Rønholt                                 | Laser                | 17       | 32       | 12       | 4        | 10       | 24       | 6        | 9        | 17       | 11        | 1         | 103       | 13e        |
| Stig Raagaard Hansen / Helene Raagaard Hansen | Tornado              | 14       | 15       | 16       | 6        | 11       | 9        | 10       | 12       | 7        | 12        | 17        | 96        | 14e        |
| Kristine Roug                                 | Dinghy femme         | 5        | 21       | 2        | 1        | 10       | 6        | 4        | 28       | 16       | 19        | 28        | 84        | 10e        |
| Susanne Ward / Michaela Ward                  | Double Dinghy femme  | 3        | 10       | 11       | 11       | 18       | 17       | 4        | 7        | 15       | 8         | 2         | 71        | 10e        |

| Athlète(s)                             | Compétition | Régate 1 | Régate 2 | Régate 3 | Régate 4 | Régate 5 | Régate 6 | Régate 7 | Régate 8 | Régate 9 | Régate 10 | Régate 11 | Régate 12 | Régate 13 | Régate 14 | Régate 15 | Régate 16 | Total net | Total net  |
| Athlète(s)                             | Compétition | Score    | Score    | Score    | Score    | Score    | Score    | Score    | Score    | Score    | Score     | Score     | Score     | Score     | Score     | Score     | Score     | Score     | Classement |
| -------------------------------------- | ----------- | -------- | -------- | -------- | -------- | -------- | -------- | -------- | -------- | -------- | --------- | --------- | --------- | --------- | --------- | --------- | --------- | --------- | ---------- |
| Michael Hestbæk / Jonatan Aage Persson | Dinghy      | 8        | 2        | 7        | 13       | 17       | 8        | 9        | 8        | 16       | 12        | 2         | 5         | 18        | 2         | 7         | 9         | 108       | 9e         |

| Athlète                                          | Compétition | Demi-finales     | Finale           | Rang                           |
| Athlète                                          | Compétition | Adversaire Score | Adversaire Score | Rang                           |
| ------------------------------------------------ | ----------- | ---------------- | ---------------- | ------------------------------ |
| Jesper Bank / Henrik Blakskjær / Thomas Jacobsen | Soling      | Norvège          | Allemagne        | Médaille d'or, Jeux olympiques |

## Bilan
Proportionnellement à la taille de sa population, le Danemark à de bons résultats sportifs. Avec 6 médailles, ces jeux ne font pas exception, même si le Danemark, dans le top 20 des nations aux précédents jeux, finit à la 30e place.

## Anecdote
Durant ces Jeux olympiques, le prince Frederik de Danemark rencontre, à Sydney, sa future épouse Mary Donaldson.